# Yves Tumor
Yves Tumor (pronunciado / iv ˈtuːməɹ/) es el nombre artístico de Sean Bowie, un productor estadounidense de música electrónica experimental.
Sean nació en Miami pero creció en Knoxville, Tennessee, un lugar considerado conservador para un adolescente gai y afroamericano. Durante estos años aprendió a cantar y a tocar instrumentos. A los 20 años de edad se mudó a Los Ángeles, California y fue ahí en el año 2012 cuando conoce a la rapera Mykki Blanco, con la cual iniciaría un tour por Europa y Asia.
Al comienzo de la década de 2010 su nombre artístico era TEAMS. Fue a partir de 2015 que comenzó a utilizar el nombre Yves Tumor. Este mismo año lanza su álbum debut titulado When Man Fails You, a este trabajo le siguió Serpent Music (2016). En el año 2018 lanza el álbum Safe in the Hands of Love a través de Warp Records. En 2020 publicó su cuarto álbum titulado Heaven to a Tortured Mind.

## Discografía
- When Man Fails You (2015)
- Serpent Music (2016)
- Safe in the Hands of Love (2018)
- Heaven to a Tortured Mind (2020)
- Praise A Lord Who Chews But Which Does Not Consume; (Or Simply, Hot Between Worlds) (2023)